# Small Change
Small Change — третій студійний альбом автора-виконавця Тома Вейтса, виданий 1976 року. Крім позитивних відгуків критики та успіху на рівні попередніх альбомів, альбом вийшов вдалим і в комерційному плані. У Billboard 200 він піднявся до 89 сходинки. На обкладинці зображений Уейтс в роздягальні гоу-гоу танцівниць. Вважається, що дівчина, яка стоїть на тлі — Кассандра Петерсон, яка зіграла культову Ельвіру, Володарку темряви. Проте сама Петерсон каже, що вона не впевнена в автентичності цього твердження, стверджуючи: «Я не можу сказати, що це абсолютно не я — я не можу сказати, що це неправда, — але я абсолютно не пам’ятаю, щоб це робила».

## Музичний стиль
Як і попередні альбоми Вейтса, Small Change значною мірою створений під впливом джазу. У плані лірики на Тома зробили вплив  Раймонд Чандлер та Чарльз Буковскі, в плані вокального виконання  — Луї Армстронг, Доктор Джон та Хаулін Вульф. Більшість пісень він виконує хрипким голосом у супроводі фортепіано, контрабаса, ударних та саксофона. У деяких піснях звучать струнні. Тексти написані від першої особи, або від особи так званого ненадійного оповідача.

Альбом відкриває «Tom Traubert's Blues», частково заснована на австралійській народній пісні «Waltzing Matilda». Історія її твори кілька неоднозначна. Підзаголовок «Four Sheets to the Wind in Copenhagen» («Чотири листи на вітрі в Копенгагені»), можливо, вказує на час, проведений Уейтс в Копенгагені під час туру 1976 року, де він зустрів данську співачку Матильду Бондо. У радіо-інтерв'ю 1998 року вона підтвердила, що зустрічала Вейтса та провела разом з ним ніч в місті. Сам Том, в інтерв'ю National Public Radio 2006 року, заявив, що Том Traubert — це «один, який помер у в'язниці». Пізніше Род Стюарт записав кавер-версія на цю пісню, під назвою «Tom Traubert's Blues (Waltzing Matilda) ».

Фінальна пісня — «I Can't Wait to Get Off Work (And See My Baby on Montgomery Avenue)», у музичному плані, зроблена дуже просто, лише за допомогою голосу та фортепіано. У ній Вейтс розповідає про своїй перший день роботи в Napoleone Pizza House в Сан-Дієго (Каліфорнія), яку він почав 1965 року, у віці 16 років.

## Теми
Працюючи над Small Change, Том пив все більше й важче, на ньому почала позначатися постійне життя в дорозі. Всі ці труднощі зробили альбом набагато більш цинічним та песимістичним лірично, ніж його попередні, а багато пісень, такі як «The Piano Has Been Drinking (Not Me) » або «Bad Liver and a Broken Heart», представляють чистий та чесний спосіб алкоголізму. Персонажі Small Change  — це повії, стриптизерки, дрібні гравці, нічні волоцюги та п'яниці, люди, загублені в холодному міському світі. Але незважаючи на все це, тексти як і колись відрізняються гумором та каламбурами. На цьому альбомі вони до того ж виконуються «п'яної дикцією».

## Список композицій
Перша сторона:
| #  | Назва | Тривалість |
| -- | --- | ---------- |
| 1. | «Tom Traubert's Blues (Four Sheets to the Wind in Copenhagen)»                                              | 6:39       |
| 2. | «Step Right Up»                                                                                             | 5:43       |
| 3. | «Jitterbug Boy (Sharing a Curbstone with Chuck E. Weiss, Robert Marchese, Paul Body and The Mug and Artie)» | 3:44       |
| 4. | «I Wish I Was in New Orleans (In the Ninth Ward)»                                                           | 4:53       |
| 5. | «The Piano Has Been Drinking (Not Me) (an Evening with Pete King)»                                          | 3:40       |

Друга сторона:
| #  | Назва                                                                 | Тривалість |
| -- | --------------------------------------------------------------------- | ---------- |
| 1. | «Invitation to the Blues»                                             | 5:24       |
| 2. | «Pasties and a G-String (At the Two O'Clock Club)»                    | 2:32       |
| 3. | «Bad Liver and a Broken Heart (In Lowell)»                            | 4:50       |
| 4. | «The One That Got Away»                                               | 4:07       |
| 5. | «Small Change (Got Rained on with His Own.38)»                        | 5:07       |
| 6. | «I Can't Wait to Get Off Work (And See My Baby on Montgomery Avenue)» | 3:17       |

## Учасники запису
- Том Вейтс — вокал, фортепіано
- Гаррі Блюстоун — скрипка
- Джим Хьюхарт — контрабас
- Ед Лустгарден — віолончель
- Шеллі Манн  — ударна установка
- Лью Табакін — саксофон
- Джері Йестер — аранжування